# 阿萊哈區

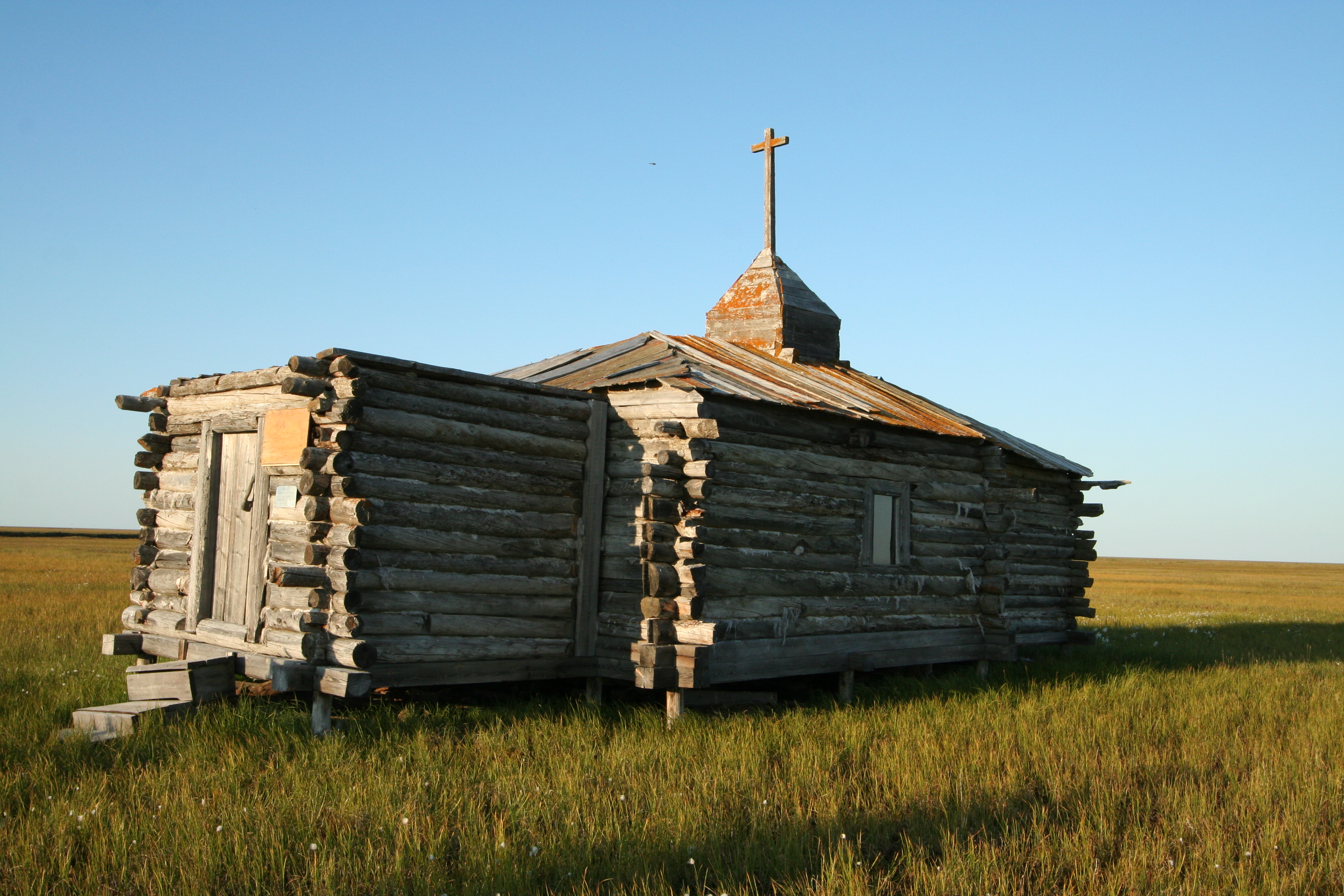

70°50′N 146°58′E / 70.833°N 146.967°E
阿萊哈區（俄语：Аллаиховский улус），是俄羅斯的一個區，位於該國東部，由薩哈共和國負責管轄，始建於1931年5月20日，面積107,300平方公里，2010年人口3,050，人口密度每平方公里0.03人。